# Scomparsa del Cessna 210 di Barrington Tops del 1981
La scomparsa del Cessna 210 di Barrington Tops nel 1981 si riferisce alla misteriosa scomparsa di un Cessna 210 in volo dall'aeroporto di Whitsunday Coast all'aeroporto di Bankstown passando per l'aeroporto di Gold Coast. L'ultimo contatto noto con l'aereo avvenne nell'area di Barrington Tops. Non si è saputo più nulla e finora non è stata trovata alcuna traccia dell'aereo o dei suoi occupanti nonostante le approfondite ricerche.

## L'incidente
VH-MDX era un Cessna 210 scomparso nel Nuovo Galles del Sud, in Australia, nel 1981. Nessuno trovò alcuna traccia dell'aereo o degli occupanti.

## Sfondo
VH-MDX è stato noleggiato da quattro operai di Sydney per un volo di ritorno dall'aeroporto di Whitsunday Coast domenica 9 agosto 1981. Gli uomini stavano navigando nel Passaggio di Whitsunday. L'MDX si fermò per fare rifornimento all'aeroporto di Gold Coast vicino a Coolangatta e decollò di nuovo alle 17:02. Il pilota aveva presentato un piano di volo seguendo la costa fino a Taree, quindi nell'entroterra via Craven e Singleton fino a Bankstown, un sobborgo di Sydney.

## La scomparsa
Poco dopo aver superato il waypoint Craven (32°7.6'0?S, 151°46'0?E), il pilota segnalò turbolenze e correnti discendenti eccessive, che l'orizzonte artificiale e l'indicatore di direzione giroscopico erano guasti. A quel tempo, l'aereo era stato identificato dal radar come a 45 miglia marine (83 km) dalla RAAF Base Williamtown vicino ai Barrington Tops, o circa 40 km (22 miglia marine; 25 miglia) a nord-ovest della sua rotta pianificata. La successiva rotta del velivolo non è chiara, ma il pilota aveva segnalato accumuli di ghiaccio e difficoltà nel guadagnare quota. La sua ultima trasmissione risalente alle 19:39 EST indicava che si trovava a 5.000 piedi (1.500 m).

## Le ricerche
Ci sono state molte ricerche aeree e terrestri dalla scomparsa del Cessna. Le tecnologie impiegate comprendevano le immagini mostrate dal satellite, le fotografie aeree, la magnetometria e il campionamento chimico dell'acqua a valle dell'area di ricerca.